# NGC 3557B
NGC 3557B is een elliptisch sterrenstelsel in het sterrenbeeld Centaur. Het hemelobject ligt in de buurt van NGC 3557 en NGC 3557A.

## Synoniemen
- ESO 377-15
- MCG -6-25-4
- PGC 33824